# Muhi
Muhi – wieś i gmina w północno-wschodniej części Węgier, położona na południowy wschód od miasta Miszkolc (węg. Miskolc). Leży na prawym (zachodnim) brzegu rzeki Sajó, tuż poniżej ujścia do niej Hornadu.
Administracyjnie gmina należy do powiatu Miskolc, wchodzącego w skład komitatu Borsod-Abaúj-Zemplén i jest jedną z jego 40 gmin.
W pobliżu wsi doszło do bitwy wojsk węgierskich z oddziałami tatarskimi, zwanej bitwą na polach Mohi. Starcie miało miejsce 11 kwietnia 1241 roku i zakończyło się klęską Węgrów. Zginęło w nim m.in. dwóch kardynałów oraz wielu biskupów i możnowładców, a król węgierski Bela IV uratował swe życie, uciekając z pola bitwy.

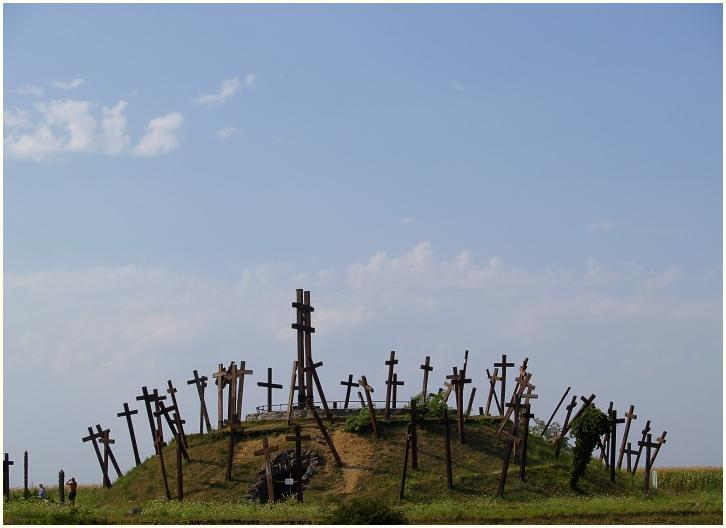
Kurhan upamiętniający bitwę na polach wsi Muhi